# Antonio Palomeque Torres
Antonio Palomeque Torres (Navahermosa, 26 de enero de 1908-Barcelona, 8 de enero de 1984) fue un historiador, medievalista y arqueólogo español.

## Biografía
Cursó el bachillerato en Madrid y Magisterio en la Escuela Normal de Toledo. Fue catedrático de historia moderna universal en la Universidad de Barcelona y académico correspondiente de la Real Academia de la Historia. Estudió posteriormente filosofía y letras en la Universidad Central, donde obtuvo premio extraordinario en la licenciatura y en el doctorado. En 1928 obtuvo por oposición el título de maestro nacional y estuvo en La Rubia-Los Villares (Soria) hasta que obtuvo una excedencia en 1932.
En 1933 ingresó en el cuerpo de profesores de secundaria y enseñó después en el Instituto Escuela de Madrid y en Ronda, Málaga, de cuyo instituto fue secretario entre 1933 y 1936. De 1937 a 1939 fue secretario del instituto de Tarragona, y en 1939 en el de Vitoria. En ese mismo año comenzó a enseñar en el Instituto Verdaguer de Barcelona hasta 1942, año en que obtuvo la Cátedra de historia universal de la Universidad de Granada (1942-1944) y dos años después se trasladó a la UB. En 1951 cambiaron su cátedra a la denominación de Historia General de la Cultura. Se orientó entonces a los estudios medievales, en los que destacó su Episcopologio del Reino de León durante el siglo X (1950) y también compuso diversos estudios sobre instituciones como Aportación al estudio del Consejo Señorial Castellano durante los Reyes Católicos y los Austrias (1952). De 1955 a 1965 enseñó además Geografía General.
Es autor de diversos manuales universitarios, entre ellos Historia de la Civilización y de las Instituciones Hispánicas (1946), Historia General de la Cultura (1947) e Historia Universal. Cultura y Política (1954-59). En 1975 le reconocieron la titularidad de Historia moderna Universal. De su última producción cabe citar el amplio trabajo Los estudios universitarios en Cataluña bajo la reacción absolutista y el triunfo liberal hasta la reforma de Pidal (1824-1845) (1974).
Fue vicedecano, primer decano y decano honorario. Académico de la de Toledo. En 1950 recibió el premio Raimundo Lulio otorgado por el CSIC y le dieron la placa de la encomienda de Alfonso X el Sabio en 1978. Dedicó un especial interés al estudio de la historia de Toledo (Montes de Toledo, Los Navalmorales, el valle del río Pusa, Malpica...) y de Cataluña. Al morir donó su biblioteca particular a la Biblioteca Municipal de Los Navalmorales (Toledo).

## Obras
- "Contribución al estudio del ejército en los Estados de la Reconquista", Anuario de Historia del Derecho Español (1944), págs. 205 a 351.
- Episcopologio del Reino de León durante el siglo X (1950)
- Aportación al estudio del Consejo Señorial Castellano durante los Reyes Católicos y los Austrias (1952)
- Historia de la Civilización y de las Instituciones Hispánicas (1946)
- Historia General de la Cultura (1947)
- Historia Universal. Cultura y Política (1954-59)
- Geografía económica: la economía y su desarrollo. Barcelona: Ramón Sopena, 1964
- El Trienio constitucional en Barcelona y la instauración de la Universidad de 2.ª y 3.ª enseñanza Barcelona: Universidad de Barcelona, 1970.
- Los estudios universitarios en Cataluña bajo la reacción absolutista y el triunfo liberal hasta la reforma de Pidal (1824-1845) (1974)
- Restos de la Iglesia Románica de San Cristóbal de Cunit (Tarragona). Penedés: Institut d'estudis penedesenes, D.L. 1990